# Stylaster corallium
Stylaster corallium är en nässeldjursart som beskrevs av Stephen D. Cairns 1986. Stylaster corallium ingår i släktet Stylaster och familjen Stylasteridae. Inga underarter finns listade i Catalogue of Life.